# Litewski Związek Więźniów Politycznych i Zesłańców
Litewski Związek Więźniów Politycznych i Zesłańców (lit. Lietuvos politinių kalinių ir tremtinių sąjunga, LPKTS) – litewska prawicowa partia polityczna, działająca w latach 1990–2004.
Partia formalnie powstała w 1990 na bazie tworzonych pod koniec lat 80. organizacji zrzeszających osoby represjonowane od 1940. Jej liderem przez cały okres działalności pozostawał Povilas Jakučionis. Na samym początku lat 90. związek wspierał dążenia niepodległościowe, opowiadając się za kierunkiem zmian proponowanym przez Vytautasa Landsbergisa. W 1992 LPKTS uzyskał pięć mandatów w 141-osobowym Sejmie, w tym trzy z listy krajowej tworzonej wspólnie z chadekami i demokratami. Cztery lata później ugrupowanie wystawiło własną listę, nie przekraczając (wynikiem 1,50% głosów) progu wyborczego, zdobywając jednocześnie jeden mandat w okręgu wyborczym Kretynga. W 2000 przedstawiciele LPKTS wystartowali do Sejmu z ramienia Związku Ojczyzny, otrzymując również jeden mandat (do parlamentu po czterech przerwy latach powrócił Povilas Jakučionis).
W 2004 partia przyłączyła się formalnie do Związku Ojczyzny, zachowując w ramach tego ugrupowania pewną samodzielność, przejawiającą się m.in. zarejestrowaniem w 2007 frakcji więźniów politycznych i zesłańców. Na czele frakcji stanął Povilas Jakučionis, zastąpiony jeszcze w tym samym roku przez posłankę Vincė Vaidevutė Margevičienė.